# Cycnoches loddigesii
Cycnoches loddigesii är en orkidéart som beskrevs av John Lindley. Cycnoches loddigesii ingår i släktet Cycnoches, och familjen orkidéer. Inga underarter finns listade i Catalogue of Life.

## Bildgalleri

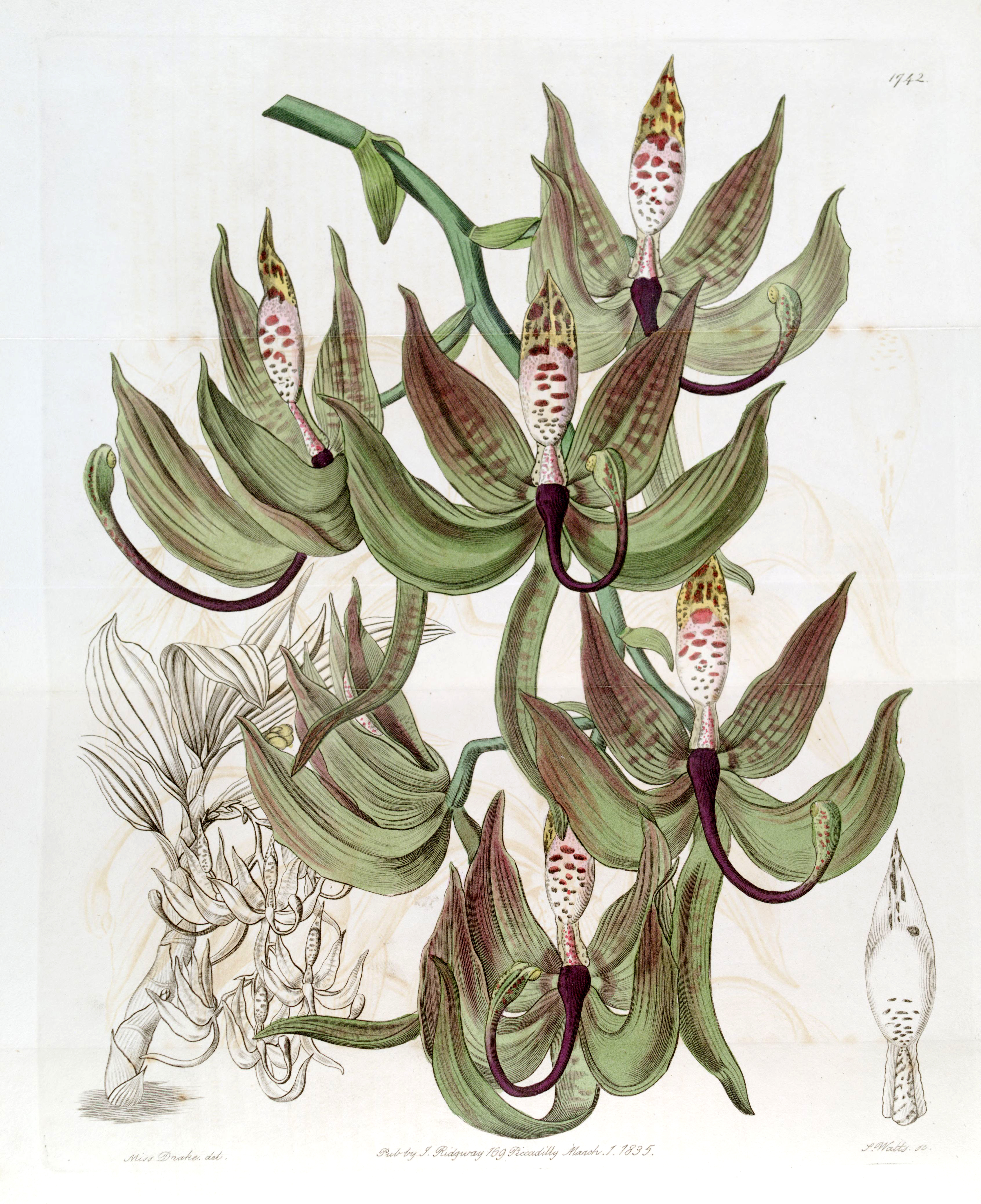
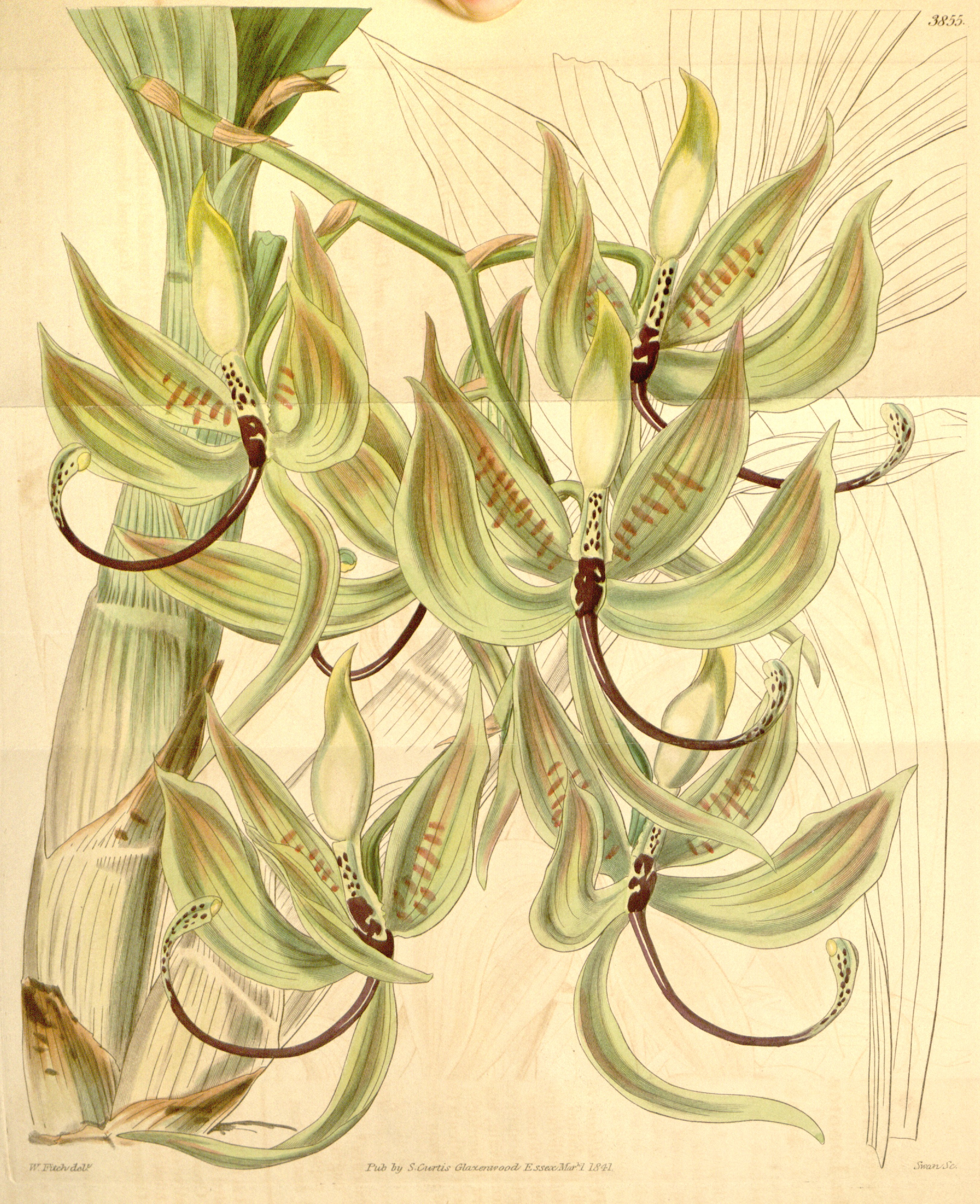
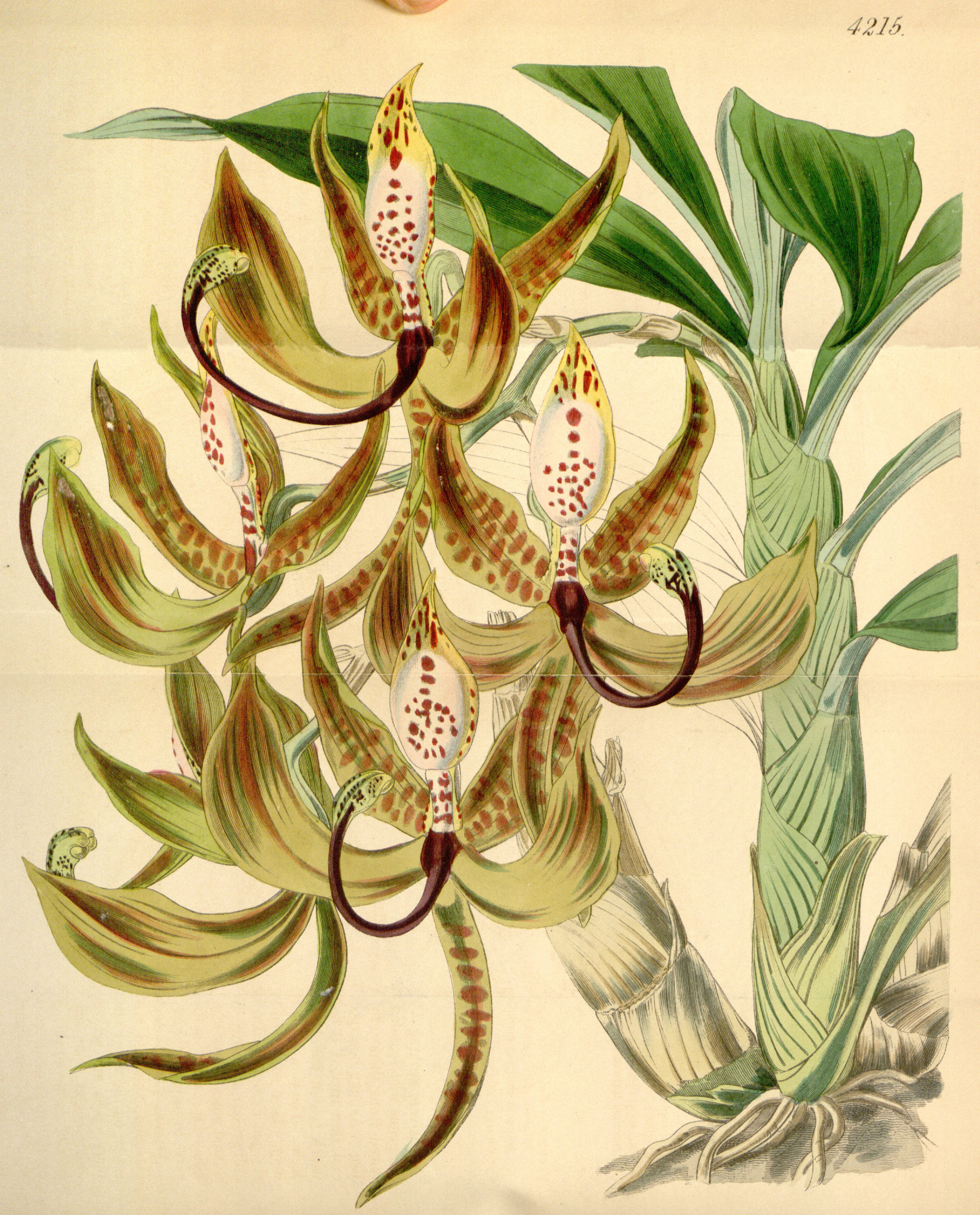